# Santa Ana Zirosto
Santa Ana Zirosto es una localidad del estado mexicano de Michoacán. Es parte del municipio de Uruapan.

## Toponimia
El nombre «Santa Ana» hace referencia a la santa patrona de la localidad: Santa Ana de Nazaret. El nombre «Zirosto» proviene del purépecha, su significado es «lugar de mucha niebla».

## Demografía
| Gráfica de evolución demográfica |
|                                  |

| Censo | Población |
| ----- | --------- |
| 1900  | 794       |
| 1910  | 861       |
| 1921  | 709       |
| 1930  | 874       |
| 1940  | 1314      |
| 1950  | 521       |
| 1960  | 365       |
| 1970  | 434       |
| 1980  | 541       |
| 1990  | 905       |
| 2000  | 1311      |
| 2010  | 1634      |
| 2020  | 2022      |